# Nostra signora della solitudine
Nostra signora della solitudine (1999) è un romanzo di Marcela Serrano.

## Trama
La famosa scrittrice cilena Carmen Lewis Avila scompare senza lasciare tracce; tutte le polizie del Sudamerica sospendono le ricerche ed il marito affida ad uno studio di avvocati il caso. Sarà l'avvocatessa Rosa Alvallay a svelare la vicenda umana che ha provocato la scomparsa di Carmen.

## Edizioni
- Marcela Serrano, Nostra signora della solitudine, I narratori, Feltrinelli, 2001, ISBN 978-8807015915.